# عباس‌علی محقق خراسانی
عباس‌علی محقق خراسانی معروف به محققِ واعظ و محققِ خراسانی در تاریخ چهارشنبه پانزدهم ماه صفر ۱۳۱۰ قمری (۱۴ شهریور ماه ۱۲۷۱ شمسی) در دامغان متولد گردید و در ۲۰ شعبان ۱۳۳۵ قمری (۱۳۴۲ شمسی) در تهران درگذشت. پدرش بمان‌علی محقق دامغانی بود.مراحل تحصیل ادبیات را نزد پدرش بمان‌علی محقق فراگرفته و فقه و اصول را از محمدباقر مدرس رضوی و حسن برسی و فلسفه را از آقا بزرگ شهیدی و محمدعلی فاضل خراسانی فراگرفته است.
او چهار فرزند پسر به نام‌های هادی، محمد، جواد و مهدی و دو فرزند دختر به نام‌های فاطمه و زهرا داشت.
مهدی محقق پژوهشگر معاصر فرزند وی است.